# Сборная Норвегии по футболу
Сбо́рная Норве́гии по футбо́лу (норв. Norges herrelandslag i fotball) — команда, представляющая Норвегию на международных матчах по футболу. Управляющая организация — Норвежская футбольная ассоциация. Национальная команда играла в финальных стадиях чемпионата мира в 1938, 1994, 1998 годах, и чемпионате Европы в 2000 году — и, конечно, знаменитый олимпийский успех в Берлине в 1936 году, когда сборная завоевала бронзу.
Сборная одержала победу над сборной Бразилии со счётом 2:1 на чемпионате мира в 1998 году во Франции, а также одержала домашние победы над сборной Англии в отборочных играх на чемпионат мира: 2:1 в 1981 году, 2:0 в 1993 году.
По состоянию на 6 апреля 2023 года сборная в рейтинге ФИФА занимает 44-е место, а в рейтинге Лиги наций на начало сезона 2022/23 — 24-е.

## История
В 1880-х годах футбол добрался до Норвегии из Великобритании и быстро завоевал популярность как среди игроков, так и среди зрителей, став привлекательным видом спорта. В 1885 году был основан первый футбольный клуб в Норвегии, названный «Кристиания». Одним из старейших существующих клубов является «Одд», образованный в 1894 году. В последующие годы было создано несколько других клубов, а в 1902 году образовалась Норвежская футбольная ассоциация. В этом же году состоялся первый Кубок Норвегии по футболу. Однако только в 1908 году, по приглашению Шведского футбольного союза, была сформирована национальная футбольная команда.

### Первый международный матч
Первый международный матч Норвегии состоялся 12 июля 1908 года в Гётеборге, Швеция. Эта игра также стал первой для сборной Швеции. Для представления Норвегии в этой игре был выбран клуб «Меркантиле» из Осло, который в то время был действующим обладателем Кубка Норвегии. Однако из-за травм и других обстоятельств, несколько игроков из состава команды 1907 года не смогли принять участие в матче, поэтому пришлось пригласить игроков из других клубов в качестве замены. Тем не менее, из одиннадцати игроков, вышедших на поле в составе сборной Норвегии в тот день, девять были игроками «Меркантиле». Остальные два игрока в команде представляли «Люн» и «Йёвик-Люн» соответственно.
Одним из игроков в составе Норвежской команды был Трюгве Гран, который недавно переехал из Бергена в Осло и стал играть за «Меркантиле». Впоследствии Гран будет известным лётчиком и полярным исследователем. В состав норвежской команды также был Пол Хауман, бельгийский инженер, который работал в Норвегии в то время. Поскольку на тот момент не существовало чётких международных правил о допуске, игрок смог принять участие в этом матче за сборную Норвегии, несмотря на то, что он являлся гражданином Бельгии. Хауман остаётся единственным игроком, который играл за сборную без норвежского паспорта.
Норвегия начала матч успешно, открыв счёт уже на первой минуте благодаря голу Минотти Бёна. Однако Швеция переломила ход игры и забила следующие пять голов, прежде чем Ханс Эндреруд сократил отставание прямо перед перерывом. Во втором тайме Швеция продолжала забивать голы, и единственным утешением для Норвегии стал второй гол Бёна. Матч завершился со счётом 11:3 в пользу Швеции.

### 1910-е годы: Начало
После неудачного опыта в матче против сборной Швеции, норвежской команде потребовалось два года, на то чтобы собраться вновь. Именно 11 сентября 1910 года на стадионе «Фрогнер» в Кристании вновь состоялась встреча с шведским соперником, где норвежцы потерпели поражение со счётом 4:0. В этом матче дебютировал Тормод Хьелльсен из «Ларвик Тюрн», который на тот момент находился в возрасте 15 лет и 351 дня. Он стал самым молодым игроком в истории норвежской национальной команды, этот рекорд продержался 104 года.

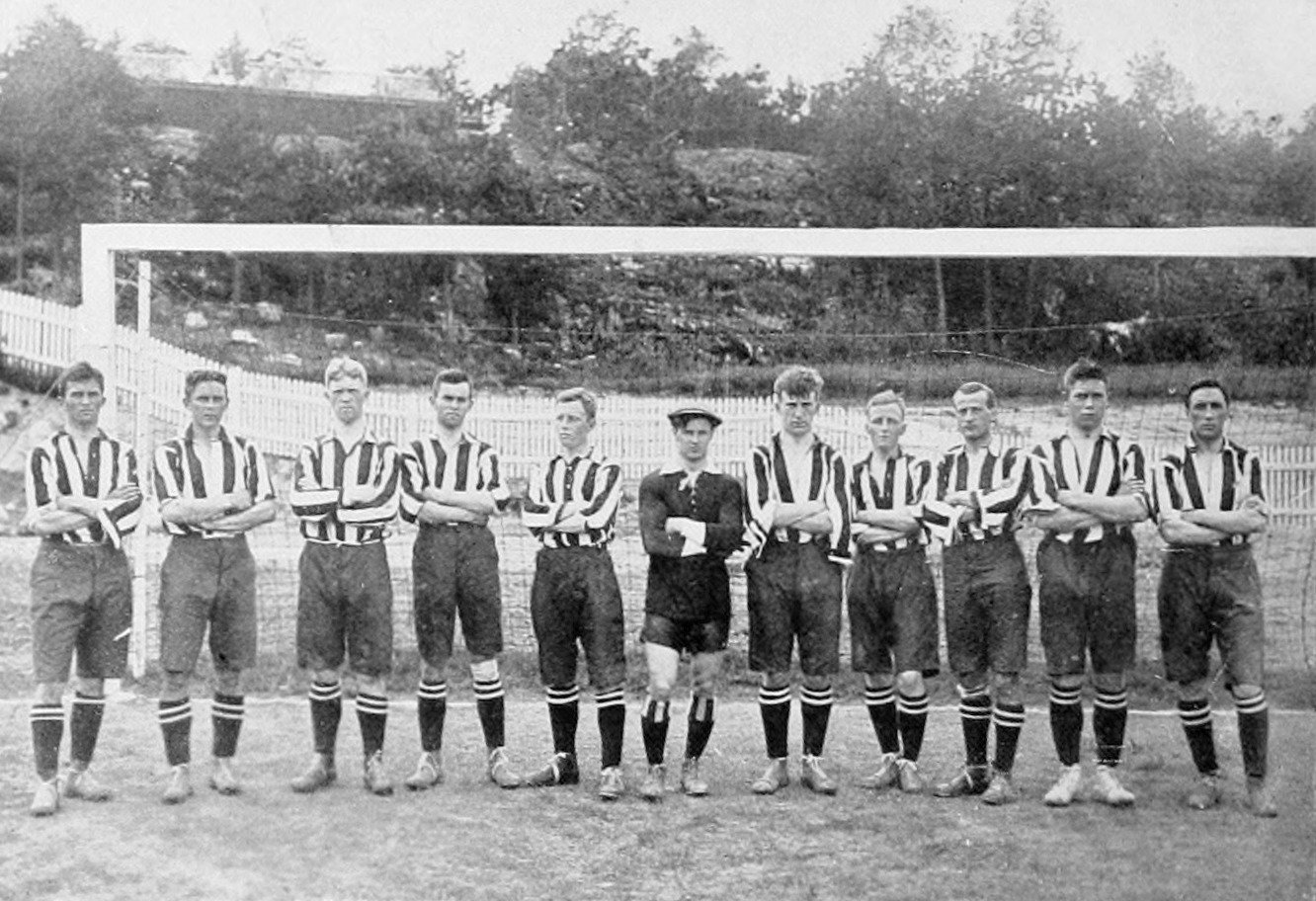
Состав сборной Норвегии на Олимпийских играх 1912 года

В 1912 году Норвегия приняла участие в Олимпийских играх, которые проходили в Стокгольме. В основном турнире команда не смогла преодолеть препятствие в виде финалиста прошлых Олимпийских игр сборной Дании и потерпела поражение в четвертьфинальном поединке со счетом 7:0. Затем, в утешительном турнире, они встретились со сборной Австрии и уступили со счетом 1:0.

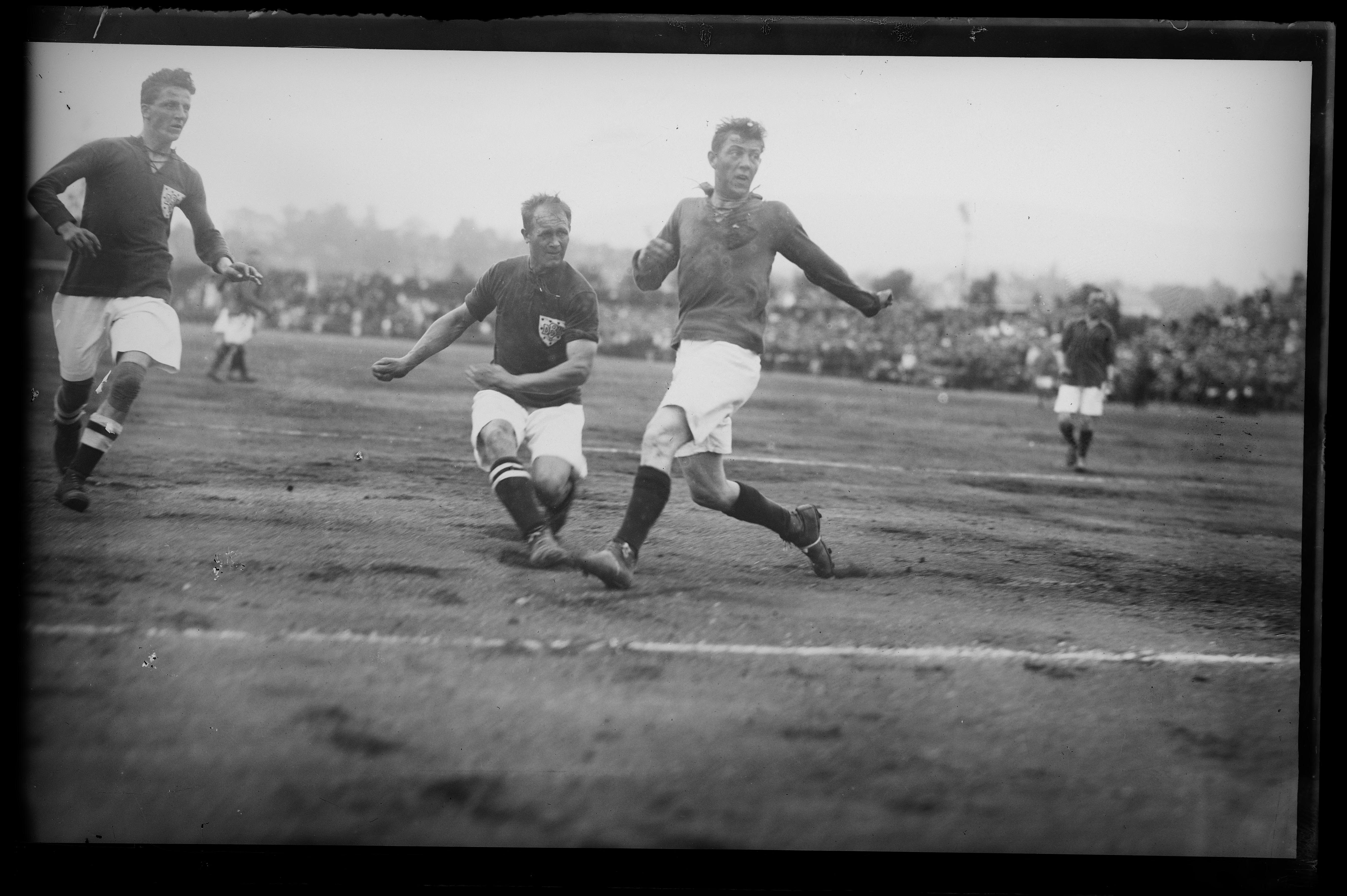
17 июня 1917, матч против сборной Дании

Период с 1908 по 1917 годы стал самым неудачным в истории национальной сборной Норвегии, поскольку за это время команда не смогла одержать ни одной победы. Особенно значимым стал матч 7 октября 1917 года, когда Норвегия потерпела самое крупное поражение за всю свою историю. В матче против сборной Дании они были разгромлены со счетом 0:12. Это был удар для команды и отражало сложности, с которыми они столкнулись в течение этого периода.
Приближаясь к концу десятилетия, национальная сборная Норвегии начала проявлять положительные изменения в своей игре. Весной 1918 года команду возглавил шведский тренер Биргер Мёллер, ранее работавший в «Кристиании». Известно, что Мёллер обладал великолепными мотивированными навыками и уделял значительное внимание тренировке командного взаимодействия и техническим навыкам, что привело к улучшению результатов.
16 июня 1918 года, после серии из 27 матчей без побед, национальная сборная Норвегии, наконец, смогла отомстить за позорное поражение, которое им пришлось принять от Дании в Копенгагене годом ранее. В Кристании они одержали победу со счетом 3:1 над датчанами. Это была первая победа после продолжительного периода неудач. Через несколько месяцев Норвегия сумела победить своего главного соперника, Швецию, со счетом 5:1 в Гётеборге, что стало первой выездной победой для сборной.

### 1920-е годы: Признаки улучшения
В 1920-х годах самой яркой звездой Норвегии был безусловно Эйнар Гундерсен, который сумел забить 26 голов за сборную в период с 1917 по 1928 год. Кроме него, на тот момент выделялись другие талантливые игроки, такие как капитан команды Гуннар Андерсен, Пер Скоу и Асбьёрн Халворсен. Эти футболисты составили основу команды, которая принимала участие в Олимпийских играх 1920 года в Антверпене. Их участие и успехи способствовали поднятию престижа и развитию футбола в Норвегии в те годы.

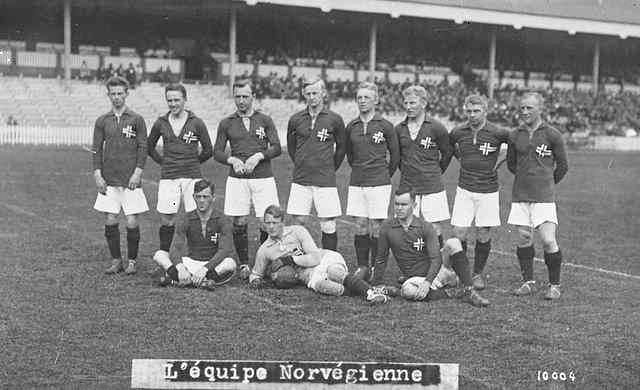
Сборная Норвегии на Олимпийских играх 1920 года

По результатам жеребьевки сборная Норвегии попала на сборную Великобритании, которая выигрывала две предыдущие олимпиады 1908 и 1912 годов. В ходе это противостояния, возникла уникальная возможность оценить способности норвежских игроков против родоначальников футбола. Состав Великобритании на тот момент не включал в себя самых выдающихся футболистов. Несмотря на это, норвежская сборная демонстрировала превосходство над соперником. Матч закончился со счётом 3:1 в пользу норвежцев, благодаря двум голам Гундерсена и одному голу Эйнара Вильхельмса. Футбольный рейтинг Эло считает этот матч одним из величайших футбольных поражений всех времен.
Эта сенсационная победа принесла норвежской команде возможность продолжить участие в олимпийских играх, пройдя в четвертьфинал. В следующем матче сборная Норвегии столкнулась с соперником из Чехословакии, который победил северян со счетом 4:0. Несмотря на это поражение Норвегия продолжила борьбу за медали, из-за новой системы розыгрыша. В турнире за медали, в 1/4 финала, соперником стала сборная Италии, матч завершился поражением для норвежцев в дополнительное время со счетом 2:1.
Норвегия в последующие годы одерживает ещё несколько знаковых побед; так, они выиграли 2:0 Францию в Париже в 1923 году, а также одержали несколько побед над принципиальным соперником, шведами. Во второй половине 1920-х годов сборная редко добивалась успеха. В период между 1924 и 1928 Норвегия выиграла только четыре матча — все против сборной Финляндии.
На рубеже десятилетий началось положительное изменение, в значительной степени благодаря талантливым игрокам, таким как вратарь Хенри Йохансен и нападающий Йёрген Юве. Последний является самым результативным игроком национальной команды за всю её историю, с 33 голами. Юве сыграл значимую роль в этом прогрессе, 23 июня 1929 года в матче с Данией в Копенгагене он забил дважды, принеся своей стране победу со счетом 5:2. Этот результат запомнился как первая выездная победа Норвегии над Данией.

### 1930-е годы: Бронзовый век
В 1933 году в сборной Норвегии дебютировал Рейдар Кваммен. Через два года, в 1935 году, в сборной дебютировал Арне Брустад. В том же году Асбьёрн Халворсен вернулся в Норвегию после двенадцатилетнего пребывания в немецком футболе. Эти события отмечают начало периода, известного как «Бронзовый век» в истории норвежского футбола.
В 1936 году Халворсен был назначен генеральным секретарём Норвежской футбольной ассоциации. В этом же году он возглавляет сборную. На этот раз тренер взял на себя полную ответственность за подготовку игроков.

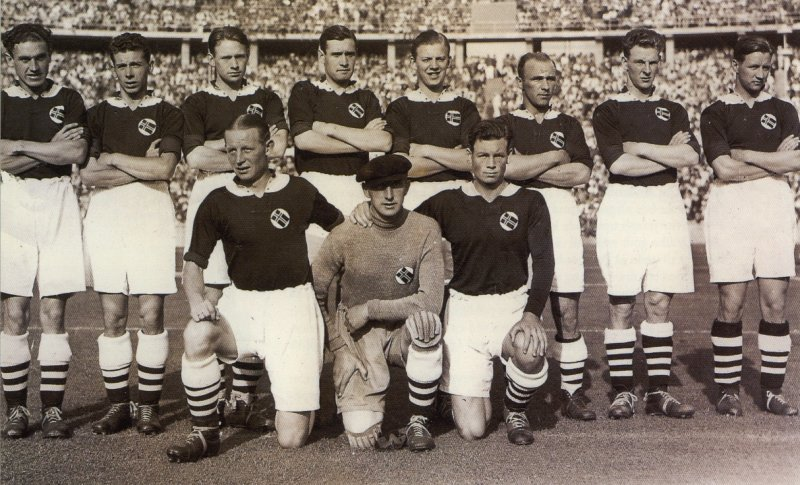
Бронзовый состав на Олимпийских играх 1936 года

Несмотря на относительно успешные выступления Норвегии до Олимпийских игр в Берлине, включая победы над Австрией и Венгрией, её роль в качестве потенциального фаворита Олимпиады 1936 года была малообсуждаемой. В первом матче сборная Норвегии одержала победу над сборной Турции. В следующей игре их ожидала встреча с нацистской Германией, которая разгромила сборную Люксембурга со счётом 9:0 в своём первом матче. По слухам, норвежские игроки купили ближайшие билеты на возвращение домой после игры с хозяевами турнира, не рассчитывая на возможность переиграть их.
Среди 55 000 зрителей, включая Гитлера и Геббельса, наблюдавших за матчем, сборная Норвегии победила немецкую команду. Окончательный счёт матча 2:0, оба гола были забиты Магнаром Исаксеном. В полуфинале сборная Норвегии сразилась с итальянской командой в напряжённом матче, где они потерпели поражение в дополнительное время со счётом 1:2. Единственный гол Норвегии был забит Арне Брустадом. Он также отличился в матче за третье место против Польши, в котором Норвегия одержала победу со счётом 3:2, завоевав бронзовые медали Олимпиады. Арне Брустад сделал хет-трик в этой игре и был признан лучшим игроком как среди норвежских, так и иностранных журналистов.
В 1938 году Норвегия участвовала в чемпионате мира. В двух отборочных играх сборная Норвегии переиграла Ирландию с общим счётом 6:5. Рейдар Кваммен забил по два гола в обеих встречах. В финальном турнире, который состоялся во Франции, Норвегии выпало играть против действующих чемпионов мира — сборной Италии.
Игра, которая состоялась в Марселе, выдалась очень зрелищной. Италия держала нити игры в своих руках, но за семь минут до конца встречи Брустад, пройдя через всю итальянскую оборону, сравнял счёт в матче. Спустя несколько минут Брустад забил второй гол, но он был отменён под предлогом сомнительного офсайда.В дополнительное время сборная Италии благодаря голу Сильвио Пиолы одержала победу со счётом 2:1. Точно так же, как на Олимпиаде два года назад, Италия выиграла Норвегию в дополнительное время, и точно так же, как Берлинскую Олимпиаду, Италия выиграла весь турнир. В том же году Брустад получил некоторое утешение, когда он был выбран в состав сборной Европы для игры против Англии на стадионе «Уэмбли».
22 октября 1939 года Норвегия проиграла 1:4 сборной Дании в Копенгагене. Эта игра окажется последней в течение почти шести лет.

### 1940-е годы: Новая сборная
В 1940 году, когда Германия вторглась в Норвегию, практически вся футбольная деятельность прекратилась, был объявлен бойкот. Некоторые из героев 1936 года, в том числе Асбьёрн Халворсен стал одним из символов спортивного бойкота, был арестован и отправлен в концентрационный лагерь. Многие другие спортивные деятели, включая Рейдара Кваммена которого отправили в Штуттгоф, также оказались в концлагерях. Несмотря на попытки многих игроков сохранить форму и организовать несколько неофициальных матчей, шестилетний период перерыва отправил норвежский футбол на несколько лет назад, что стало очевидным в послевоенном матче против Швеции в Стокгольме 21 октября 1945 года.
В этой встрече под знамёнами Норвегии собрались многие старые герои впервые за шесть лет: Арне Брустад, Эйвинд Хольмсен, Алф Мартинсен завоёвывавшие олимпийскую бронзу, а Кристиан Хенриксен, Кнут Брюнильдсен и Рольф Йоханнессен, были участниками чемпионата мира 1938 года. Тем не менее, шесть лет без футбола — это длительный период, и шведы, которые не участвовали в войне, были намного сильнее. В итоге — 10:0 в пользу Швеции. Когда норвежцы пропустили девятый гол, Кристиан Хенриксен сказал: «Теперь мы были бы согласны на ничью», эта фраза стала крылатой в норвежской футбольной культуре. Бронзовый век ушёл в историю.
К концу 1940-х годов в состав команды вошли новые игроки, среди которых выделялись нападающий Гуннар Торесен и защитник Торбьёрн Свенссен, известный как «Скала» (норв. Klippen). Кроме того, бронзовый герой Рейдар Кваммен также продолжал играть на высоком уровне, и в 1948 году он стал первым норвежским футболистом, сыгравшим 50 матчей за сборную. Несмотря на то, что команда была далеко от уровня своей игры до военного периода, они одержали несколько значимых побед. В 1946 году была одержана победа над Финляндией со счетом 12:0, а два года спустя сборная Норвегии победила США со счетом 11:0, где Одд Ван Сёренсен забил пять голов, что до сих пор является рекордом команды по количеству голов, забитых одним игроком в одном матче.
В 1949 году 18-летний нападающий Пер Бредесен из «Эрн Хортена» дебютировал за сборную. В своем первом матче он вышел во втором тайме и забил гол. В Норвегии взошла новая звезда, что было очень вовремя, ведь звёздное поколение окончательно ушло с горизонта. Однако карьера молодого Бредесена в национальной команде была недолгой. В 1952 году он подписал профессиональный контракт с итальянским клубом «Лацио» и, в соответствии с существующими правилами Норвежской футбольной ассоциации, был исключен из сборной. Несмотря на то, что большинство стран Западной Европы перешли на профессиональный футбол, в Норвегии по-прежнему сохранялись старые правила XIX века, и профессиональные игроки не имели права выступать за сборную.Это создало препятствие для развития норвежского футбола, поскольку страна не могла использовать своих лучших игроков в официальных матчах. Тем не менее, с течением времени правила были пересмотрены, и норвежский футбол продолжил свое развитие, открывая новые горизонты и достижения в будущем.

### 1950-е годы: Посредственность

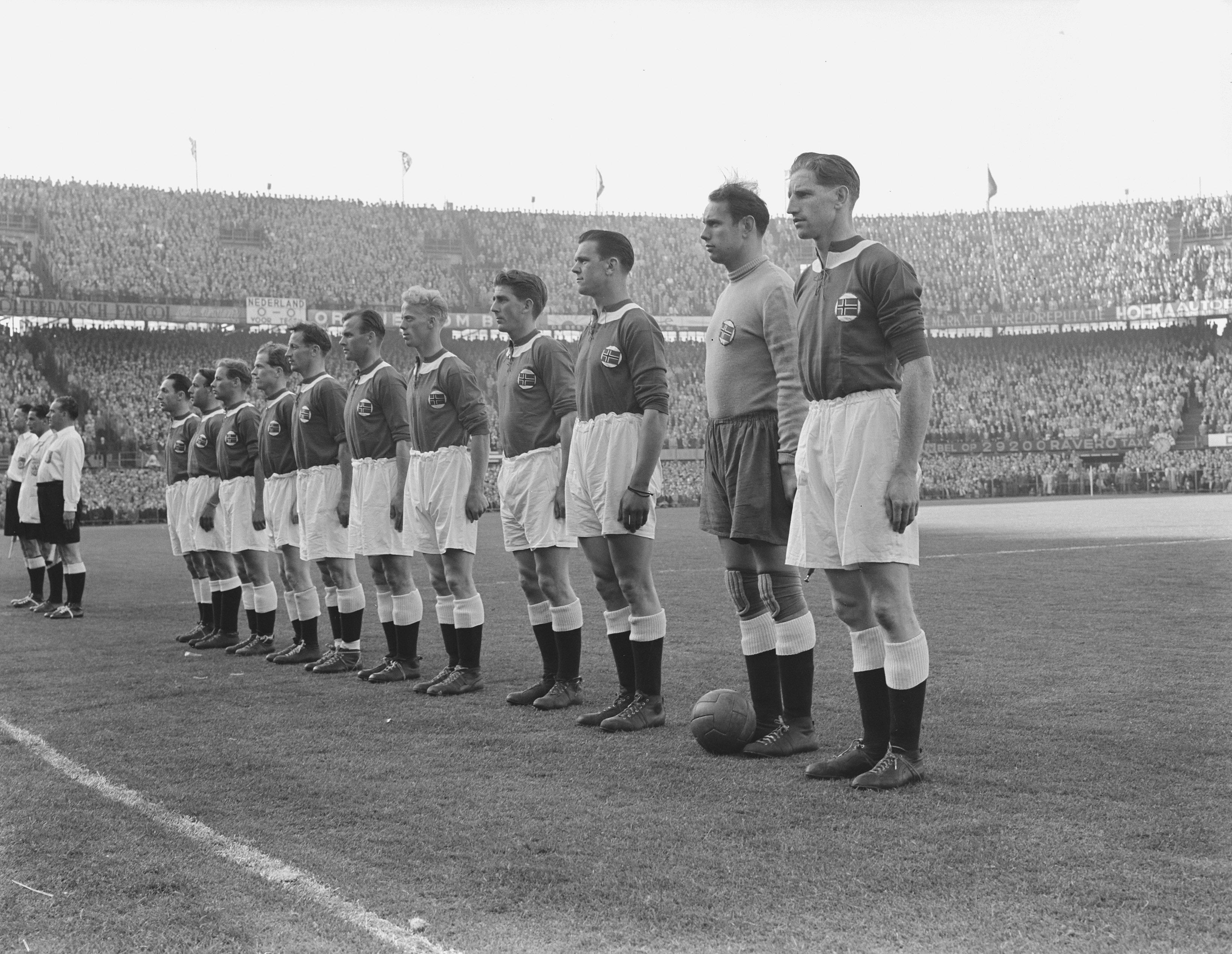
Сборная Норвегии против Нидерландов в товарищеском матче, 6 июня 1951 года на стадионе Фейеноорд в Роттердаме

В 1950-е годы победы норвежской национальной сборной были довольно редким явлением. Они провели лишь несколько успешных матчей, из которых победа над сборными Финляндии и Исландии. Было несколько моментов, когда Норвегии удалось достичь сенсационных побед. Одним из ярких моментов была победа со счетом 2:1 над сильной командой Венгрии в отборочном матче чемпионата мира 1958 года. Эта победа была поистине сенсационной, учитывая силу венгерской команды того времени. Однако в ответной игре против Венгрии, Норвегия потерпела поражение со счетом 5:0, что показывает разрыв в классе и опыте между командами.
Среди защитников следует выделить Торбьёрна Свенссена. Когда в 1962 году он закончил свою карьеру за национальную сборную, на его счету было 104 матча — 93 из них в качестве капитана. Он был вторым игроком в мире (первый англичанин Билли Рай), который приняли участие более чем в 100 матчах за сборную на тот момент, за это достижение Норвежская футбольная ассоциация подарила Свенссену телевизор. Другой норвежский футболист того времени Харальд Хеннум забил 25 мячей за сборную, что стало послевоенным рекордом, и третьим результатом за всю историю.
Потенциальные достижения, которых могла бы добиться Норвегия, если бы она имела Пера Бредесена в своем составе, остаются предметом лишь гипотетической рассуждения. В то же время, нельзя отрицать, что в 1960 году некоторые правила были немного смягчены, чтобы позволить Рагнару Ларсену, другому итальянскому эмигранту, который вернулся в Норвегию в 1958 году, снова выступать за национальную команду.
В 1959 году Норвегия завершила год с серией из четырёх поражений подряд и 22 пропущенными голами.

### 1960-е годы: Любительский футбол
В 1960 году, после неудачного прошлого года, национальная сборная Норвегии пригласила нового тренера — Вильгельма Кмента из Австрии. При нём в сборной дебютировали — 17-летний вингер из «Бранна» Роальд Йенсен, который был известен своим прозвищем «Книксен» (норв. Kniksen). Йенсен, худощавого телосложения, обладал фантастическими навыками с мячом и стал новой звездой в Норвегии и вселил оптимизм в болельщиков. Через несколько лет в команде дебютировал ещё один талантливый молодой игрок — атакующий полузащитник Олав Нильсен. Нильсен стал основным краеугольным камнем команды на протяжении всего десятилетия. «Книксен» отыграл за сборную четыре года, а в 1964 году перешёл играть в Шотландский «Хартс» и, как и Бредесен, был отстранён от игр за национальную сборную.
Результаты игр сборной были всё хуже и хуже, а в 1961 году ей вообще не удалось выиграть ни одного матча. В 1962 году команда одержала победы над Швецией и Нидерландами, а в 1963 году сумела обыграть Шотландию со счетом 4:3. Однако эти успехи были сопровождены разочарованием в виде поражения от Польши со счетом 9:0, что лишь подтверждало, что, несмотря на случайные победы, Норвегия продолжала находиться в числе аутсайдеров европейского футбола.
В ходе отборочных матчей на чемпионат мира по футболу 1966 года, Норвегия впервые за три десятилетия стала серьёзным претендентом на квалификацию. Несмотря на то, что правило о допуске только местных любителей оставалось в силе, Норвегия имела многообещающую команду, включающую Финна Сееманна, Харальда Берга, Олава Нильсена и Эгиля Ульсена. Команда заняла второе место после Франции, набрав 7 очков (3 победы, 1 ничья и 2 поражения), и была очень близка к квалификации. Однако два небольших поражения от Франции оказались роковыми и помешали команде добиться желаемого результата.
Одним из наиболее поразительных результатов для Норвегии в 1960-х годах была победа над Югославией в отборочном матче на чемпионат мира по футболу 1966 года. Югославия, которая заняла второе место на чемпионате Европы 1960 года несколько лет назад, считалась одной из лучших команд на континенте. Однако, встретившись с Норвегией на «Уллевол», они потерпели поражение со счетом 3:0, благодаря голам Финна Сееманна, Одда Иверсена и новой звезды Норвегии, Харальда Берга. Норвегия также показала хорошую игру в противостоянии с Францией в течение отборочной кампании, но оба матча закончились небольшим поражением. Несмотря на это, это был наиболее близкий шанс Норвегии принять участие в крупном турнире со времен её славы в 1930-х годах.
В отборочном турнире на чемпионат мира по футболу 1970 года Норвегия вновь столкнулась с Францией. В домашнем матче они потерпели ожидаемое поражение со счетом 3:1, однако в первом матче в Страсбурге Норвегия достигла ещё одного удивительного результата и одержала победу со счетом 1:0. Единственный гол в игре был забил Одд Иверсен. Этот результат сильно повлиял на Францию, и в конечном итоге они не прошли квалификацию.
Защитник «Фредрикстада» Роар Йохансен сумел сыграть 54 матча подряд за национальную сборную в период с 1960 по 1967 год. Эта серия матчей оказалась недостижимой даже для Торбьёрна Свенссена, хотя у него 104 игры за сборную. Также вратарь Кьелл Касперсен забил гол с пенальти в товарищеском матче, в котором Норвегия одержала победу над Таиландом со счетом 7:0 в 1965 году. Этот уникальный случай делает Касперсена единственным вратарем, который забил гол за сборную.

### 1970-е годы: Допуск профессионалов
В 1969 году Норвежская футбольная ассоциация отменила правило, запрещающее профессиональным игрокам играть за сборную. В результате этого изменения, профессиональные футболисты, включая таких игроков как Роальд Йенсен и Финн Сееманн, вновь получили возможность выступать за сборную. Данное решение открыло возможность местным футбольным звездам, таким как Одд Иверсен и Харальд Берг, уехать в более сильные европейские команды, не подвергаясь риску лишиться права выступать в национальной команде.

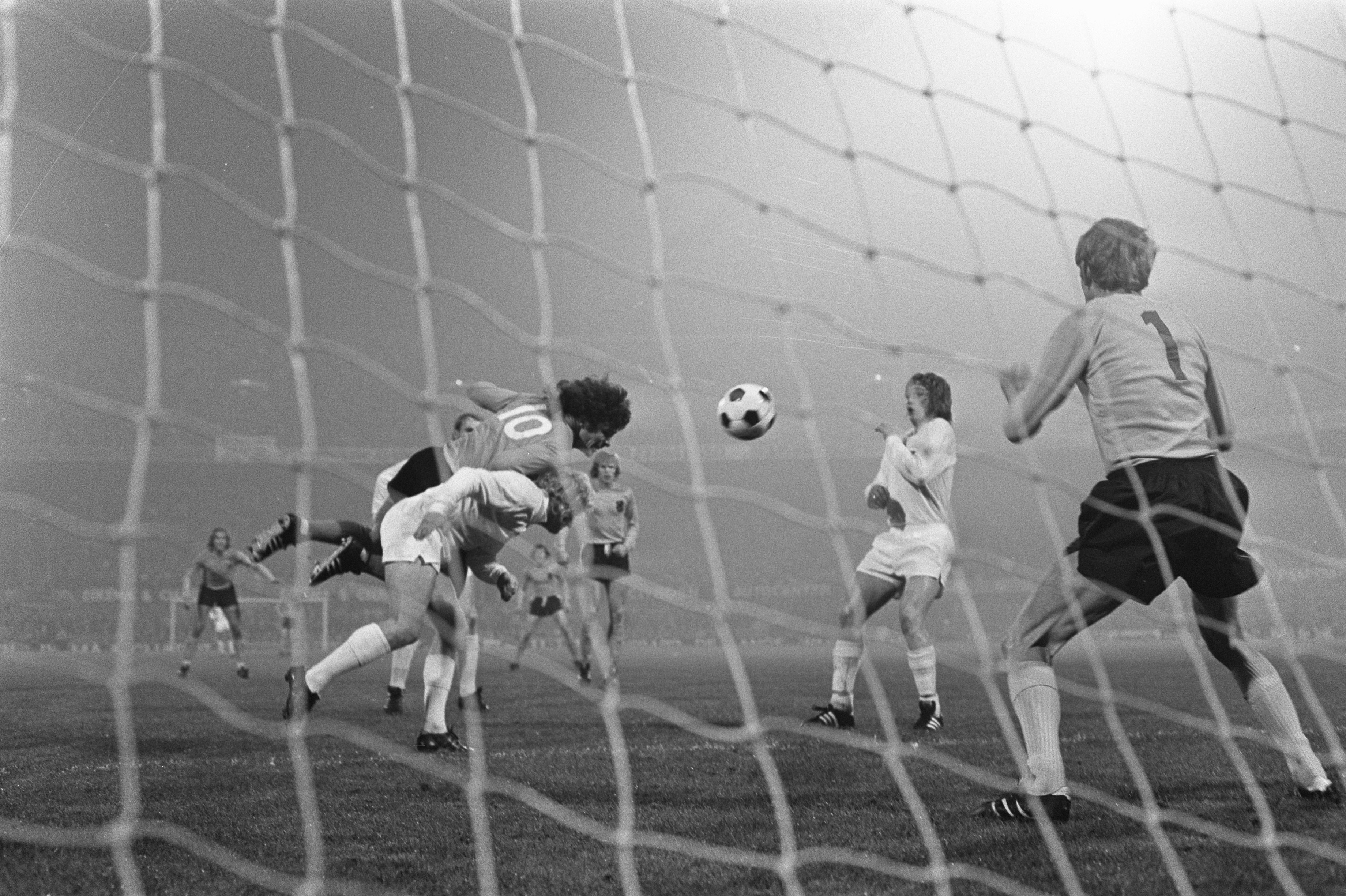
1 ноября 1972 года.
Матч Нидерланды 9:0 Норвегия.
На фото: Вим Ван Ханегем (номер 10), Пер Хафторсен (номер 1)

В результате изменения правил не было заметного улучшения в выступлениях национальной команды. Фактически, результаты команды в начале 1970-х годов стали ещё более неудовлетворительными. Во время отборочных игр к чемпионату Европы 1972, сборная Норвегии сумела набрать всего одно очко из восемнадцати возможных. В отборочном матче к чемпионату мира по футболу 1974 года против Нидерландов, Норвегия потерпела поражение со счетом 9:0. В следующем году команда столкнулась с ещё более позорным результатом, проиграв Люксембургу (2:1).
В 1971 году в сборной дебютировал восходящая звезда норвежского футбола Том Лунд. «Томми» был фантастическим игроком, и многие считают его лучшим игроком Норвегии. Тем не менее, даже он не мог один нести команду на своих плечах, и Норвегия продолжала занимать последнее место в отборочных группах чемпионата мира и чемпионата Европы.
В конце 1970-х годов появились некоторые признаки улучшения в игре сборной Норвегии. Под руководством нового главного тренера Тора Рёсте Фоссена команда смогла одержать победы над Швецией и Швейцарией в отборочных играх к чемпионату мира 1978. Перед последней игрой со Швейцарией у норвежской сборной была теоретическая возможность занять первое место в группе. Для этого была необходима крупная победа. Однако Норвегия проиграла Швейцарии со счётом 0:1.
В конце 1970-х годов, помимо основной национальной команды, Норвегия также имела олимпийскую команду. Для участия в олимпийской команде игрокам требовалось быть любителями и не принимать участия в отборочных матчах чемпионата мира. Олимпийская команда, известная как «Команда Б», проводила матчи, которые признавались Норвежской футбольной ассоциацией как полноценные международные игры, но не признавались ФИФА.Олимпийская команда достигла хороших результатов, и в 1979 году смогла пройти квалификацию на Олимпийские игры в Москве. В отборочных матчах они одержали победы над сборными Финляндии и ФРГ. Героем стал Арне Ларсен Экланд, забивший победный гол против немецкой команды. Вскоре после этого успеха Экланд стал профессиональным футболистом, и подписал контракт с леверкузен «Байер».
Несмотря на успешную квалификацию, Норвегия так и не смогла принять участие в Олимпийских играх. Вместе с Соединенными Штатами и большинством стран западной Европы, Норвегия приняла решение бойкотировать игры в знак протеста против ввода советских войск в Афганистан.

### 1980-е годы: Команда настроения
В первом матче 1980-х годов была обыграна сборная Болгарии. Многообещающее начало для нового десятилетия. Хорошая тенденция продолжалась разгромом сборная Финляндии 6:1 (четыре гола на счету Поля Якобсена) и победой над сборной Швейцарии в отборочных играх Кубка мира. Поражение от Англии 0:4 на «Уэмбли» не стало катастрофой, так как норвежцы, несмотря на счёт, продемонстрировали неплохую игру. Поражения от Венгрии и Румынии весной 1981 года в очередной раз не позволили Норвегия выйти в финальную стадию Кубка мира.
9 сентября 1981 года должна была состояться игра со сборной Англии в рамках этого же отборочного цикла. В пяти предыдущих встречах с англичанами Норвегия потерпела пять поражений с разницей мячей 2-24. Конечно, 61 год назад в Антверпене Норвегия обыгрывала Англию, но тогда англичане были представлены далеко не сильнейшей командой. Другими словами, мало кто верил в нечто иное, кроме как поражение Норвегии в этот осенний день. У всех было одно желание, чтобы сборная пропустила как можно меньше голов. В этой игре участвовали Том Лунд и новая звезда — нападающий Халлвар Торесен. Оба не играли на «Уэмбли» в прошлом году.
Игра началась с очевидным преимуществом англичан. Под руководством Брайана Робсона лишь через несколько минут после начала встречи англичане вышли вперёд. Норвежцы, однако, не растерялись и навязывали англичанам свою игру, переместив игру от своих ворот к центру поля. В середине первого тайма Том Лунд переиграл английского голкипера и отправил мяч в ворота, который добил Роджер Альберстен, хотя, как показал повтор, мяч и так летел в ворота. Незадолго до перерыва точный удар Халлвара Торесена вывел сборную Норвегии вперёд, запахло сенсацией. Несмотря на то, что во втором тайме англичане усилили натиск, Норвегии удалось отстоять победу. Средства массовой информации в восторженных тонах описывали победу своей сборной. Комментатор Бьёрге Лиллелиен в порыве воодушевления, радуясь победе своей сборной, в прямом эфире кричал, что ни Уинстон Черчилль, ни Генри Купер, ни принцесса Диана не помогли бы англичанам, и даже поострил в адрес Маргарет Тэтчер. Впрочем, англичане в дальнейшем сумели взять себя в руки и пройти на чемпионат мира 1982 года.
Сборная Норвегии с Томи Лундом в составе представляла собой добротную команду. Через год после победы над англичанами была победа над Югославией в отборочных играх на чемпионат Европы, где Лунд, Ёкланд и Оге Харайде забили по мячу. В конце 1982 года многим казалось, что Норвегия способна побороться за выход из группы. Но Томи Лунд получил травму в середине турнира, а без этого плеймейкера сборная не могла показать своей лучшей игры. В итоге Норвегия, одержав только одну победу, занимает последнее место в группе.
Олимпийская сборная Норвегии участвовала в отборочных играх на Олимпийские игры в Лос-Анджелесе. Норвегия, однако, заняла только третье место в своей группе после Польши и ГДР. Однако страны Варшавского договора решили бойкотировать американскую олимпиаду, и Норвегия получила путёвку в США.
Норвегия показывала неплохую игру на протяжении этого турнира. Сначала, продемонстрировав неуступчивый характер в игре со сборной Чили, завершившейся нулевой ничьей, Норвегия во второй игре потерпела поражение от Франции. В заключительном туре норвежцам необходимо было побеждать Катар и надеяться на поражение чилийцев в матче против сборной Франции. Норвежцы выиграли свой матч со счётом 2:0, однако в параллельном матче сборные Чили и Франции сыграли вничью и сборная Норвегии завершила борьбу за медали. Норвегия не вышла из группы, но зато были открыто поколение новых талантов, таких как Пер Эгиль Ольсен, Терье Койдаль, Крисс Онгель и, в первую очередь, вратарь Эрик Торстведт.
В середине 1980-х годов национальная команда одержала две знаменательные победы. В 1985 году была обыграна сборная Италии, а весной 1986 — сборная Аргентины. Однако это были только товарищеские матчи, на международной арене Норвегия по-прежнему оставалась поставщиком очков. Только через несколько недель после победы над Италией Норвегия проиграла Дании 1:5 в отборочных играх Кубка мира на родном стадионе Уллевол. После впечатляющей победы над французской сборной последовали два поражения от исландцев. Норвегия в 1980-х годах была командой настроения, но плохих дней было гораздо больше, чем хороших.

### 1990-е годы: Расцвет
После неутешительных результатов игры сборной в октябре 1990 года в отставку был отправлен главный тренер Ингвар Стадхейм. На смену ему был назначен Эгиль «Сверло» Ольсен, работавший до этого с молодёжной и олимпийской сборной Норвегии. С его именем связаны лучшие страницы современной истории футбольной Норвегии. «Сверло» имел чёткое представление о том, каким должен быть футбол. Он не придерживался принципов зональной игры, используя длинные забросы, если противник играл в закрытый футбол, и мелкий пас при быстрой игре. Это не всегда было зрелищно, но давало результат.
Сборная образца 1990 года имела в своём составе только двух игроков, имеющих большой опыт международных выступлений — Эрика Торстведта и Руне Братсета. Это были два столпа в национальной команде, которая была дополнена молодёжью: Эйвинн Леонардсен, Стиг Инге Бьёрнебю, Ларс Бохинен и Эрик Мюкланд.
Первым признаком перемен в игре Норвегии в лучшую сторону была игра 5 июня 1991 года, когда в отборочных играх со счётом 2:1 в домашней встрече была повержена Италия. Голы забили Торе Андре Далум и Ларс Бохинен. Хотя в этот отборочный цикл Норвегия вновь не вышла из группы, однако до последней игры судьба единственной путёвки была непонятна, за неё боролись Италия и СССР. В итоге Норвегия заняла третье место, отстав на одно очко от Италии. К концу этих отборочных игр Ольсен взял в сборную бывшую звезду молодёжной сборной Хьетиля Рекдаля, который до этого провёл три неудачных сезона в немецком футболе. Он станет основным игроком сборной Норвегии образца 90-х.
Претендовать на финальную стадию Кубка мира 1994 года казалось неразрешимой задачей для Норвегии, в группе с ней оказались Англия, Голландия и Польша. Норвегия начала с разгрома сборной Сан-Марино 10:0. Этот результат был подкреплён мало прогнозируемой победой над Голландией и ничьей с английской сборной, когда Хьетиль Рекдаль сравнял счёт в Лондоне потрясающим ударом с 35 метров. Перед Норвегией открылся реальный шанс побороться за выход из группы. Эти шансы укрепились после побед над сборными Турции и Англии. Норвегия весь турнир шла на равных со сборной Голландии. После гостевой победы над сборной Польши 3:0 (голы на счету Йостейна Фло, Яна Оге Фьёртофта, Ронни Йонсена) Норвегия обеспечила себе первое место в группе и впервые с 1938 года вышла в финальный турнир Кубка мира. В 1993 году сборная была удостоена награды статуэткой «Спортивное достижение года».
Финальная стадия, проходившая в США, характерна очень жаркой погодой, которая, возможно, помешала сыграть сборной в свой лучший футбол. Турнир начался с победы над Мексикой. Команды не показали интересной игры. Единственный гол забил Хьетиль Рекдаль. Следующая игра была с Италией, в которой итальянцев, казалось, ждало ещё одно неминуемое поражение, когда их голкипер Джанлука Пальюка был удалён с поля. Однако они продержались и даже выиграли 1:0 — в очень важной для них игре, поскольку поражение почти наверняка помешало бы итальянцам выйти в следующий круг. А вот Норвегия не сумела воспользоваться численным преимуществом, за это и поплатилась. Третью игру с Ирландией Норвегия сыграла вничью 0:0. Все команды в группе набрали по четыре очка с одинаковой разницей забитых и пропущенных мячей, и Норвегия откатилась на последнее место только по показателю забитых мячей. После окончания турнира впервые прозвучала критика в адрес Ольсена, но вскоре она стихла, так как выход сам по себе был неплохим результатом.
Норвегия на протяжении отборочного турнира претендовала на попадание в финальную часть чемпионата Европы 1996 года, но споткнулась на сборных Чехии и Голландии. В этих матчах в сборной появились новые лица, вместо Эрика Торстведта и Руне Братсета играли Фроде Гродос и Хеннинг Берг соответственно. Двумя другими новыми лицами в следующих отборочных играх на чемпионат мира были нападающие Туре Андре Фло и Уле Гуннар Сульшер. Последний дебютировал в сборной в матче с Азербайджаном, закончившемся победой 5:0, а вскоре перешёл в «Манчестер Юнайтед». Фло произвёл фурор, когда забил два мяча Бразилии на «Уллеволе» в товарищеском матче. Норвегия за два тура до конца обеспечила выход в финальную часть Кубка мира, выиграв 4:0 у сборной Финляндии.
Точно так же, как 60 лет назад, Норвегия была в финальной стадии Кубка мира во Франции. История в некоторой степени повторилась. Как и в предыдущем финале Кубка мира, Норвегия продемонстрировала слабую игру в первых матчах. Первые две игры с Марокко и Шотландией закончились вничью. Для того чтобы выйти в следующий раунд, Норвегии необходимо было обыгрывать сборную Бразилии.
23 июня 1998 года в Марселе всегда будут помнить как праздничный день в норвежской футбольной истории. Как и в предыдущих матчах, долгое время сохранялся ничейный счёт, когда на 78-й минуте Бебето забил гол. Всем казалось, что исход встречи ясен. Однако Туре Андре Фло на 83-й минуте сравнивает счёт, а на 88-й зарабатывает пенальти, который реализует Хьетиль Рекдаль. Норвегия выходит в 1/8 финала, где её поджидает Италия, игра состоится опять в Марселе.
Игра против Италии оставила осадок разочарования. Забив гол усилиями Кристиана Вьери в начале встречи, итальянцы в дальнейшем, сыграв плотно в обороне, свели на нет усилия норвежских нападающих. Как и в 1938 году, Италия остановила сборную Норвегии на чемпионате мира. Ольсен, ещё до начала турнира объявивший о своём уходе после его окончания, ушёл в отставку. Новым главным тренером стал Нильс Йохан Семб.

### 2000-е годы: Падение могущества
С именем Нильса Йохана Семба связана ещё одна веха в норвежском футболе — первое и пока последнее попадание сборной в финальную часть чемпионата Европы. Семб ничего не ломал принципиально, вливая в сборную новых игроков постепенно. В сборной появились Стеффен Иверсен, Джон Карью и Йон Арне Риисе. В отборочном турнире к ЧЕ-2000 сборная Норвегии доказала, что её появление в 1/8 финала последнего на тот момент чемпионата мира было не случайным. Итогом стало первое место в группе с пятиочковым отрывом от занявших второе место словенцев. После победы в игре 8 сентября над Словенией со счётом 4:0 и оформления выхода на чемпионат Европы игрокам сборной презентовали большой торт, который первым продегустировал именно тренер Семб.
Начало чемпионата было удачным, но затем наступило разочарование. В первой игре норвежцы победили Испанию, когда гол забил Стеффен Иверсен в типичном стиле, как играла в нападении сборная при Ольсене. Во втором матче Норвегия проиграла Югославии, но шанс выйти дальше был очень неплохой, в третьей игре надо было обыгрывать словенцев. Ничья со Словенией вывела в четвертьфинал Испанию и Югославию. Матч со Словенией мирно шёл к ничейному исходу, а Югославия в параллельном матче выигрывала у Испании 3:2, и, казалось, Норвегия уже обеспечила себе место в 1/4 финала. Однако уже в добавленное время испанцы сделали невероятное, забили два мяча и вырвали победу. Норвежцы отправились домой. За свою игру норвежская сборная подверглась жёсткой критике (особенно на родине), а СМИ называли тактику «трусоватой».
О чемпионате мира 2002 года можно было и не думать: норвежцы умудрились из 10 игр свести вничью четыре и проиграть столько же матчей. «Викинги» растеряли очки в играх с Уэльсом и Арменией, что усилило критику в адрес Нильс-Йохана Семба. Несмотря на растущую критику, Семб начал подготовку сборной к отборочным играм на чемпионат Европы 2004 года. Норвегия заняла второе место после Дании и должна была играть стыковые матчи против Испании за выход в финальную часть. В первом матче, проходившем в Испании, была упорная борьба. Норвежцы первыми пропустили, но добились победы со счётом 2:1. Это внушало оптимизм норвежцам перед игрой на стадионе «Уллевол». Впрочем, испанцы в ответной игре реабилитировались, разгромив противника 3:0. После игры Нильс-Йохан Семб подал в отставку.
Новым тренером сборной в январе 2004 года был назначен главный тренер «Русенборга» Оге Харейде. Он сделал ставку на игроков старого состава. Под руководством Харейде сборная одержала шесть побед подряд. Кончено, многие игры были против далеко не самого сильного соперника. Но положительные результаты придавали сборной бодрость и положительные эмоции. В отборочных играх Кубка мира 2006 году сборная показала очень разные результаты — от впечатляющих 3:0 над Словенией до ничьи с Молдовой и домашнего поражения от Шотландии. Норвегия завершила турнир на втором месте после Италии и опять была вынуждена играть стыковые матчи, на этот раз против Чехии. Норвегия провела хороший матч в Праге, но откровенно провалилась на родном «Уллевол». Обе игры закончились с одинаковым счётом 0:1, и Норвегия опять осталась без путёвки на чемпионат.
Начало отборочного турнира на чемпионат Европы 2008 года началось с многообещающей выездной победы над Венгрией 4:1. Во второй игре дома была повержена Молдавия 2:0. Затем последовали два обидных поражения от греков и сборной Боснии и Герцеговины. Две ошибки вратаря Томаса Мюре привели к ничьей с турками 2:2, и шансы на выход сборной из группы стали минимальными. Летом результаты улучшились. Были обыграны Мальта, Венгрия и Молдавия. После этого в товарищеском матче была обыграна Аргентина 2:1. Осенью Норвегия сыграла 2:2 дома против Греции. Однако шансы на выход сохранялись даже в случае домашней ничьей с Турцией. Норвежские футболисты очень активно начали встречу, весь матч играли первым номером, но проиграли 1:2. В последних матчах турки обыграли боснийцев, а Норвегия хоть и выиграла у Мальты, осталась на третьем месте, и опять пропустила европейское первенство.
8 декабря 2008 года Оге Харейде после целого года отсутствия побед подал в отставку с поста главного тренера норвежской сборной. Последний раз такая безвыигрышная серия была 30 лет назад, после чего в 1978 году команду возглавил Торе Росте Фоссен. В январе 2009 года на пост главного тренера вернулся Эгиль (Сверло) Ольсен. Несмотря на удачное начало сезона (победа 1:0 над сборной Германии 11 февраля 2009 года в Дюссельдорфе), норвежцы всё же провели год слабо. Они заняли второе место по итогам отборочного турнира в своей группе, но оказались худшей командой из «вторых» сборных и не попали даже в стыковые матчи.

### 2010-е годы: Затяжной кризис

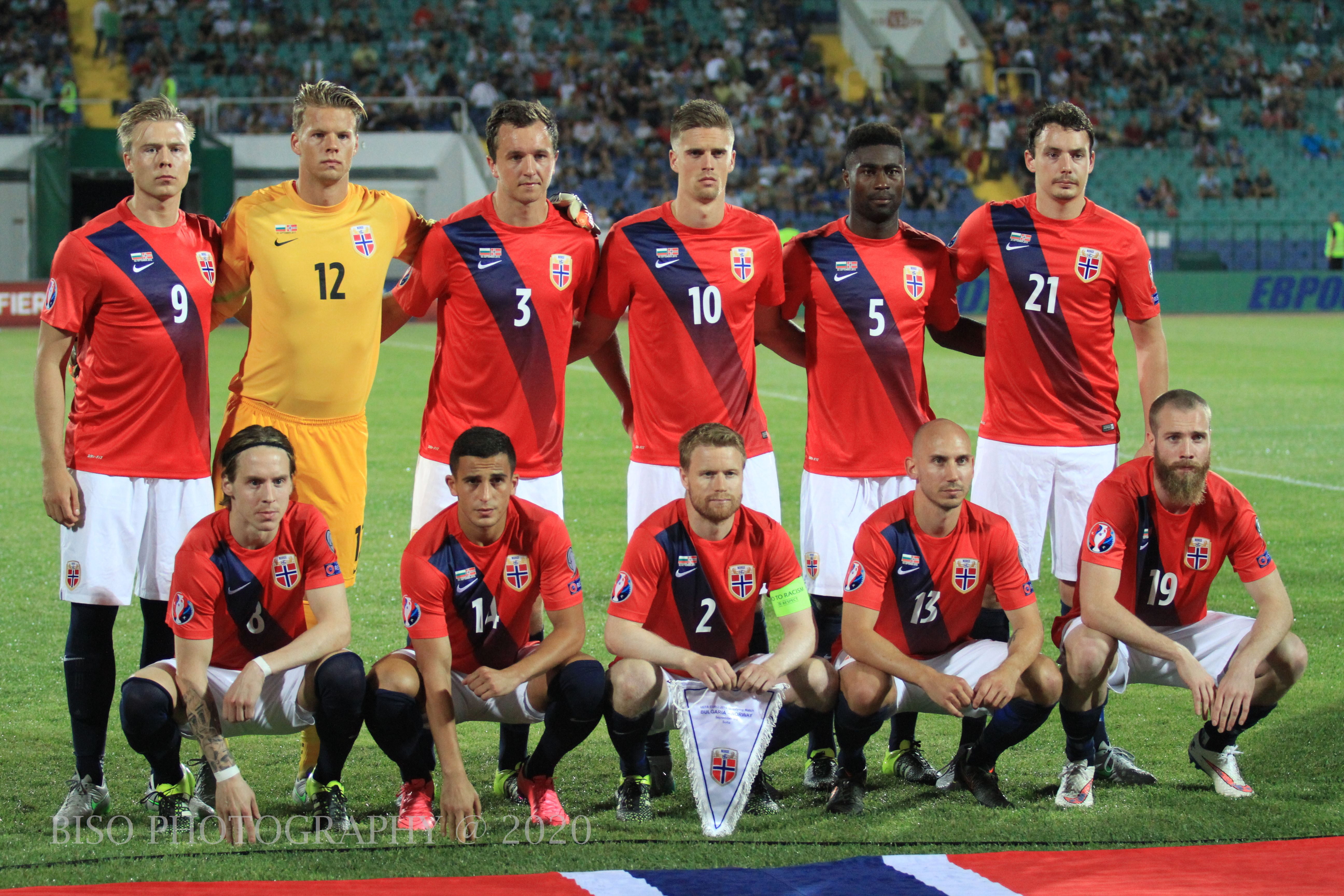
Сборная Норвегии, 3 сентября 2015 года

Ольсен не покинул сборную Норвегии, однако попытка вывести её на чемпионат Европы 2012 года провалилась. По ходу отборочного цикла Норвегия неожиданно одержала победу над сильной Португалией со счётом 1:0, но её не хватило даже для стыковых матчей: Дания уверенно заняла первое место и вышла напрямую на Евро, а португальцы отправились в стыковые матчи.
Крахом окончилась и попытка выйти на чемпионат мира 2014 года, когда Норвегия и вовсе финишировала 4-й в группе. 27 сентября 2013 Ольсен был уволен, а его преемником стал Пер-Матиас Хёгмо.
В отборе на Евро-2016 Норвегия с 3-го места в группе попала в стыковые матчи на Венгрию, но потерпела поражение по сумме двух встреч и снова пропустила крупный международный турнир.
Норвегия также не смогла вмешаться в борьбу за путёвку на чемпионат мира 2018 года и заняла 4-е место, проиграв 5 матчей из 10 (в том числе и Азербайджану со счётом 0:1).
В квалификации на Евро-2020 норвежцы заняли третье место в группе и попали в стыковые матчи благодаря Лиге наций, однако и там уступили Сербии в дополнительное время.

## Сборная Норвегии на крупнейших международных турнирах

### Чемпионат мира
| Чемпионат мира | Чемпионат мира           | Чемпионат мира           | Чемпионат мира           | Чемпионат мира           | Чемпионат мира           | Чемпионат мира           | Чемпионат мира           | Чемпионат мира           | Чемпионат мира           |                          | Отборочный турнир        | Отборочный турнир        | Отборочный турнир        | Отборочный турнир        | Отборочный турнир        | Отборочный турнир |
| Год            | Результат                | Место                    | И                        | В                        | Н                        | П                        | ГЗ                       | ГП                       | Состав                   | И                        | В                        | Н                        | П                        | ГЗ                       | ГП                       |                   |
| -------------- | ------------------------ | ------------------------ | ------------------------ | ------------------------ | ------------------------ | ------------------------ | ------------------------ | ------------------------ | ------------------------ | ------------------------ | ------------------------ | ------------------------ | ------------------------ | ------------------------ | ------------------------ | ----------------- |
| 1930           | Не участвовали           | Не участвовали           | Не участвовали           | Не участвовали           | Не участвовали           | Не участвовали           | Не участвовали           | Не участвовали           | Не участвовали           | Не участвовали           | Не участвовали           | Не участвовали           | Не участвовали           | Не участвовали           | Не участвовали           |                   |
| 1934           | Не участвовали           | Не участвовали           | Не участвовали           | Не участвовали           | Не участвовали           | Не участвовали           | Не участвовали           | Не участвовали           | Не участвовали           | Не участвовали           | Не участвовали           | Не участвовали           | Не участвовали           | Не участвовали           | Не участвовали           |                   |
| 1938           | 1/8 финала               | 12-е                     | 1                        | 0                        | 0                        | 1                        | 1                        | 2                        | Состав                   | 2                        | 1                        | 1                        | 0                        | 6                        | 5                        |                   |
| 1950           | Не участвовали           | Не участвовали           | Не участвовали           | Не участвовали           | Не участвовали           | Не участвовали           | Не участвовали           | Не участвовали           | Не участвовали           | Не участвовали           | Не участвовали           | Не участвовали           | Не участвовали           | Не участвовали           | Не участвовали           |                   |
| 1954           | Не прошли квалификацию   | Не прошли квалификацию   | Не прошли квалификацию   | Не прошли квалификацию   | Не прошли квалификацию   | Не прошли квалификацию   | Не прошли квалификацию   | Не прошли квалификацию   | Не прошли квалификацию   | 4                        | 0                        | 2                        | 2                        | 4                        | 9                        |                   |
| 1958           | Не прошли квалификацию   | Не прошли квалификацию   | Не прошли квалификацию   | Не прошли квалификацию   | Не прошли квалификацию   | Не прошли квалификацию   | Не прошли квалификацию   | Не прошли квалификацию   | Не прошли квалификацию   | 4                        | 1                        | 0                        | 3                        | 3                        | 15                       |                   |
| 1962           | Не прошли квалификацию   | Не прошли квалификацию   | Не прошли квалификацию   | Не прошли квалификацию   | Не прошли квалификацию   | Не прошли квалификацию   | Не прошли квалификацию   | Не прошли квалификацию   | Не прошли квалификацию   | 4                        | 0                        | 0                        | 4                        | 3                        | 11                       |                   |
| 1966           | Не прошли квалификацию   | Не прошли квалификацию   | Не прошли квалификацию   | Не прошли квалификацию   | Не прошли квалификацию   | Не прошли квалификацию   | Не прошли квалификацию   | Не прошли квалификацию   | Не прошли квалификацию   | 6                        | 3                        | 1                        | 2                        | 10                       | 5                        |                   |
| 1970           | Не прошли квалификацию   | Не прошли квалификацию   | Не прошли квалификацию   | Не прошли квалификацию   | Не прошли квалификацию   | Не прошли квалификацию   | Не прошли квалификацию   | Не прошли квалификацию   | Не прошли квалификацию   | 4                        | 1                        | 0                        | 3                        | 4                        | 13                       |                   |
| 1974           | Не прошли квалификацию   | Не прошли квалификацию   | Не прошли квалификацию   | Не прошли квалификацию   | Не прошли квалификацию   | Не прошли квалификацию   | Не прошли квалификацию   | Не прошли квалификацию   | Не прошли квалификацию   | 6                        | 2                        | 0                        | 4                        | 9                        | 16                       |                   |
| 1978           | Не прошли квалификацию   | Не прошли квалификацию   | Не прошли квалификацию   | Не прошли квалификацию   | Не прошли квалификацию   | Не прошли квалификацию   | Не прошли квалификацию   | Не прошли квалификацию   | Не прошли квалификацию   | 4                        | 2                        | 0                        | 2                        | 3                        | 4                        |                   |
| 1982           | Не прошли квалификацию   | Не прошли квалификацию   | Не прошли квалификацию   | Не прошли квалификацию   | Не прошли квалификацию   | Не прошли квалификацию   | Не прошли квалификацию   | Не прошли квалификацию   | Не прошли квалификацию   | 8                        | 2                        | 2                        | 4                        | 8                        | 15                       |                   |
| 1986           | Не прошли квалификацию   | Не прошли квалификацию   | Не прошли квалификацию   | Не прошли квалификацию   | Не прошли квалификацию   | Не прошли квалификацию   | Не прошли квалификацию   | Не прошли квалификацию   | Не прошли квалификацию   | 8                        | 1                        | 3                        | 4                        | 4                        | 10                       |                   |
| 1990           | Не прошли квалификацию   | Не прошли квалификацию   | Не прошли квалификацию   | Не прошли квалификацию   | Не прошли квалификацию   | Не прошли квалификацию   | Не прошли квалификацию   | Не прошли квалификацию   | Не прошли квалификацию   | 8                        | 2                        | 2                        | 4                        | 10                       | 9                        |                   |
| 1994           | Групповой этап           | 17-е                     | 3                        | 1                        | 1                        | 1                        | 1                        | 1                        | Состав                   | 10                       | 7                        | 2                        | 1                        | 25                       | 5                        |                   |
| 1998           | 1/8 финала               | 15-е                     | 4                        | 1                        | 2                        | 1                        | 5                        | 5                        | Состав                   | 8                        | 6                        | 2                        | 0                        | 21                       | 2                        |                   |
| 2002           | Не прошли квалификацию   | Не прошли квалификацию   | Не прошли квалификацию   | Не прошли квалификацию   | Не прошли квалификацию   | Не прошли квалификацию   | Не прошли квалификацию   | Не прошли квалификацию   | Не прошли квалификацию   | 10                       | 2                        | 4                        | 4                        | 12                       | 14                       |                   |
| 2006           | Не прошли квалификацию   | Не прошли квалификацию   | Не прошли квалификацию   | Не прошли квалификацию   | Не прошли квалификацию   | Не прошли квалификацию   | Не прошли квалификацию   | Не прошли квалификацию   | Не прошли квалификацию   | 12                       | 5                        | 3                        | 4                        | 12                       | 9                        |                   |
| 2010           | Не прошли квалификацию   | Не прошли квалификацию   | Не прошли квалификацию   | Не прошли квалификацию   | Не прошли квалификацию   | Не прошли квалификацию   | Не прошли квалификацию   | Не прошли квалификацию   | Не прошли квалификацию   | 8                        | 2                        | 4                        | 2                        | 9                        | 7                        |                   |
| 2014           | Не прошли квалификацию   | Не прошли квалификацию   | Не прошли квалификацию   | Не прошли квалификацию   | Не прошли квалификацию   | Не прошли квалификацию   | Не прошли квалификацию   | Не прошли квалификацию   | Не прошли квалификацию   | 10                       | 3                        | 3                        | 4                        | 10                       | 13                       |                   |
| 2018           | Не прошли квалификацию   | Не прошли квалификацию   | Не прошли квалификацию   | Не прошли квалификацию   | Не прошли квалификацию   | Не прошли квалификацию   | Не прошли квалификацию   | Не прошли квалификацию   | Не прошли квалификацию   | 10                       | 4                        | 1                        | 5                        | 17                       | 16                       |                   |
| 2022           | Не прошли квалификацию   | Не прошли квалификацию   | Не прошли квалификацию   | Не прошли квалификацию   | Не прошли квалификацию   | Не прошли квалификацию   | Не прошли квалификацию   | Не прошли квалификацию   | Не прошли квалификацию   | 10                       | 5                        | 3                        | 2                        | 15                       | 8                        |                   |
| 2026           | Участвуют в квалификации | Участвуют в квалификации | Участвуют в квалификации | Участвуют в квалификации | Участвуют в квалификации | Участвуют в квалификации | Участвуют в квалификации | Участвуют в квалификации | Участвуют в квалификации | Участвуют в квалификации | Участвуют в квалификации | Участвуют в квалификации | Участвуют в квалификации | Участвуют в квалификации | Участвуют в квалификации |                   |
| 2030           | Участвуют в квалификации | Участвуют в квалификации | Участвуют в квалификации | Участвуют в квалификации | Участвуют в квалификации | Участвуют в квалификации | Участвуют в квалификации | Участвуют в квалификации | Участвуют в квалификации | Участвуют в квалификации | Участвуют в квалификации | Участвуют в квалификации | Участвуют в квалификации | Участвуют в квалификации | Участвуют в квалификации |                   |
| 2034           | Участвуют в квалификации | Участвуют в квалификации | Участвуют в квалификации | Участвуют в квалификации | Участвуют в квалификации | Участвуют в квалификации | Участвуют в квалификации | Участвуют в квалификации | Участвуют в квалификации | Участвуют в квалификации | Участвуют в квалификации | Участвуют в квалификации | Участвуют в квалификации | Участвуют в квалификации | Участвуют в квалификации |                   |
| Итого          | 1/8 финала               | 3/22                     | 8                        | 2                        | 3                        | 3                        | 7                        | 8                        | —                        | 136                      | 49                       | 33                       | 54                       | 185                      | 186                      |                   |

### Чемпионат Европы
| Чемпионат Европы | Чемпионат Европы         | Чемпионат Европы         | Чемпионат Европы         | Чемпионат Европы         | Чемпионат Европы         | Чемпионат Европы         | Чемпионат Европы         | Чемпионат Европы         | Чемпионат Европы         |                          | Отборочный турнир        | Отборочный турнир        | Отборочный турнир        | Отборочный турнир        | Отборочный турнир        | Отборочный турнир |
| Год              | Результат                | Место                    | И                        | В                        | Н                        | П                        | ГЗ                       | ГП                       | Состав                   | И                        | В                        | Н                        | П                        | ГЗ                       | ГП                       |                   |
| ---------------- | ------------------------ | ------------------------ | ------------------------ | ------------------------ | ------------------------ | ------------------------ | ------------------------ | ------------------------ | ------------------------ | ------------------------ | ------------------------ | ------------------------ | ------------------------ | ------------------------ | ------------------------ | ----------------- |
| 1960             | Не прошли квалификацию   | Не прошли квалификацию   | Не прошли квалификацию   | Не прошли квалификацию   | Не прошли квалификацию   | Не прошли квалификацию   | Не прошли квалификацию   | Не прошли квалификацию   | Не прошли квалификацию   | 2                        | 0                        | 0                        | 2                        | 2                        | 6                        |                   |
| 1964             | Не прошли квалификацию   | Не прошли квалификацию   | Не прошли квалификацию   | Не прошли квалификацию   | Не прошли квалификацию   | Не прошли квалификацию   | Не прошли квалификацию   | Не прошли квалификацию   | Не прошли квалификацию   | 2                        | 0                        | 1                        | 1                        | 1                        | 3                        |                   |
| 1968             | Не прошли квалификацию   | Не прошли квалификацию   | Не прошли квалификацию   | Не прошли квалификацию   | Не прошли квалификацию   | Не прошли квалификацию   | Не прошли квалификацию   | Не прошли квалификацию   | Не прошли квалификацию   | 6                        | 1                        | 1                        | 4                        | 9                        | 14                       |                   |
| 1972             | Не прошли квалификацию   | Не прошли квалификацию   | Не прошли квалификацию   | Не прошли квалификацию   | Не прошли квалификацию   | Не прошли квалификацию   | Не прошли квалификацию   | Не прошли квалификацию   | Не прошли квалификацию   | 6                        | 0                        | 1                        | 5                        | 5                        | 18                       |                   |
| 1976             | Не прошли квалификацию   | Не прошли квалификацию   | Не прошли квалификацию   | Не прошли квалификацию   | Не прошли квалификацию   | Не прошли квалификацию   | Не прошли квалификацию   | Не прошли квалификацию   | Не прошли квалификацию   | 6                        | 1                        | 0                        | 5                        | 5                        | 15                       |                   |
| 1980             | Не прошли квалификацию   | Не прошли квалификацию   | Не прошли квалификацию   | Не прошли квалификацию   | Не прошли квалификацию   | Не прошли квалификацию   | Не прошли квалификацию   | Не прошли квалификацию   | Не прошли квалификацию   | 8                        | 0                        | 1                        | 7                        | 5                        | 20                       |                   |
| 1984             | Не прошли квалификацию   | Не прошли квалификацию   | Не прошли квалификацию   | Не прошли квалификацию   | Не прошли квалификацию   | Не прошли квалификацию   | Не прошли квалификацию   | Не прошли квалификацию   | Не прошли квалификацию   | 6                        | 1                        | 2                        | 3                        | 7                        | 8                        |                   |
| 1988             | Не прошли квалификацию   | Не прошли квалификацию   | Не прошли квалификацию   | Не прошли квалификацию   | Не прошли квалификацию   | Не прошли квалификацию   | Не прошли квалификацию   | Не прошли квалификацию   | Не прошли квалификацию   | 8                        | 1                        | 2                        | 5                        | 5                        | 12                       |                   |
| 1992             | Не прошли квалификацию   | Не прошли квалификацию   | Не прошли квалификацию   | Не прошли квалификацию   | Не прошли квалификацию   | Не прошли квалификацию   | Не прошли квалификацию   | Не прошли квалификацию   | Не прошли квалификацию   | 8                        | 3                        | 3                        | 2                        | 9                        | 5                        |                   |
| 1996             | Не прошли квалификацию   | Не прошли квалификацию   | Не прошли квалификацию   | Не прошли квалификацию   | Не прошли квалификацию   | Не прошли квалификацию   | Не прошли квалификацию   | Не прошли квалификацию   | Не прошли квалификацию   | 10                       | 6                        | 2                        | 2                        | 17                       | 7                        |                   |
| 2000             | Групповой этап           | 9-е                      | 3                        | 1                        | 1                        | 1                        | 1                        | 1                        | Состав                   | 10                       | 8                        | 1                        | 1                        | 21                       | 9                        |                   |
| 2004             | Не прошли квалификацию   | Не прошли квалификацию   | Не прошли квалификацию   | Не прошли квалификацию   | Не прошли квалификацию   | Не прошли квалификацию   | Не прошли квалификацию   | Не прошли квалификацию   | Не прошли квалификацию   | 10                       | 4                        | 2                        | 4                        | 10                       | 10                       |                   |
| 2008             | Не прошли квалификацию   | Не прошли квалификацию   | Не прошли квалификацию   | Не прошли квалификацию   | Не прошли квалификацию   | Не прошли квалификацию   | Не прошли квалификацию   | Не прошли квалификацию   | Не прошли квалификацию   | 12                       | 7                        | 2                        | 3                        | 27                       | 11                       |                   |
| 2012             | Не прошли квалификацию   | Не прошли квалификацию   | Не прошли квалификацию   | Не прошли квалификацию   | Не прошли квалификацию   | Не прошли квалификацию   | Не прошли квалификацию   | Не прошли квалификацию   | Не прошли квалификацию   | 8                        | 5                        | 1                        | 2                        | 10                       | 7                        |                   |
| 2016             | Не прошли квалификацию   | Не прошли квалификацию   | Не прошли квалификацию   | Не прошли квалификацию   | Не прошли квалификацию   | Не прошли квалификацию   | Не прошли квалификацию   | Не прошли квалификацию   | Не прошли квалификацию   | 12                       | 6                        | 1                        | 5                        | 14                       | 13                       |                   |
| 2020             | Не прошли квалификацию   | Не прошли квалификацию   | Не прошли квалификацию   | Не прошли квалификацию   | Не прошли квалификацию   | Не прошли квалификацию   | Не прошли квалификацию   | Не прошли квалификацию   | Не прошли квалификацию   | 11                       | 4                        | 5                        | 2                        | 20                       | 13                       |                   |
| 2024             | Не прошли квалификацию   | Не прошли квалификацию   | Не прошли квалификацию   | Не прошли квалификацию   | Не прошли квалификацию   | Не прошли квалификацию   | Не прошли квалификацию   | Не прошли квалификацию   | Не прошли квалификацию   | 8                        | 3                        | 2                        | 3                        | 14                       | 12                       |                   |
| 2028             | Участвуют в квалификации | Участвуют в квалификации | Участвуют в квалификации | Участвуют в квалификации | Участвуют в квалификации | Участвуют в квалификации | Участвуют в квалификации | Участвуют в квалификации | Участвуют в квалификации | Участвуют в квалификации | Участвуют в квалификации | Участвуют в квалификации | Участвуют в квалификации | Участвуют в квалификации | Участвуют в квалификации |                   |
| 2032             | Участвуют в квалификации | Участвуют в квалификации | Участвуют в квалификации | Участвуют в квалификации | Участвуют в квалификации | Участвуют в квалификации | Участвуют в квалификации | Участвуют в квалификации | Участвуют в квалификации | Участвуют в квалификации | Участвуют в квалификации | Участвуют в квалификации | Участвуют в квалификации | Участвуют в квалификации | Участвуют в квалификации |                   |
| Итого            | Групповой этап           | 1/16                     | 3                        | 1                        | 1                        | 1                        | 1                        | 1                        | —                        | 133                      | 50                       | 27                       | 56                       | 181                      | 183                      |                   |

### Лига наций УЕФА
| Лига наций УЕФА | Лига наций УЕФА | Лига наций УЕФА | Лига наций УЕФА | Лига наций УЕФА | Лига наций УЕФА | Лига наций УЕФА | Лига наций УЕФА | Лига наций УЕФА | Лига наций УЕФА | Лига наций УЕФА |
| Сезон           | Лига            | Группа          | И               | В               | Н               | П               | ГЗ              | ГП              | П/П             | ОР              |
| --------------- | --------------- | --------------- | --------------- | --------------- | --------------- | --------------- | --------------- | --------------- | --------------- | --------------- |
| 2018/19         | C               | 3               | 6               | 4               | 1               | 1               | 7               | 2               | Rise            | 26              |
| 2020/21         | B               | 1               | 6               | 3               | 1               | 2               | 12              | 7               | =               | 22              |
| 2022/23         | B               | 4               | 6               | 3               | 1               | 2               | 7               | 7               | =               | 24              |
| 2024/25         | B               | 3               | 6               | 4               | 1               | 1               | 15              | 7               | Rise            | 18              |
| Итого           | Итого           | Итого           | 24              | 14              | 4               | 6               | 41              | 23              | 18              | 18              |

### Олимпийские игры
| Олимпийские игры | Олимпийские игры                              | Олимпийские игры                              | Олимпийские игры                              | Олимпийские игры                              | Олимпийские игры                              | Олимпийские игры                              | Олимпийские игры                              | Олимпийские игры                              | Олимпийские игры |
| Год              | Результат                                     | И                                             | В                                             | Н                                             | П                                             | ГЗ                                            | ГП                                            | Состав                                        |                  |
| ---------------- | --------------------------------------------- | --------------------------------------------- | --------------------------------------------- | --------------------------------------------- | --------------------------------------------- | --------------------------------------------- | --------------------------------------------- | --------------------------------------------- | ---------------- |
| 1908             | Не участвовали                                | Не участвовали                                | Не участвовали                                | Не участвовали                                | Не участвовали                                | Не участвовали                                | Не участвовали                                | Не участвовали                                |                  |
| 1912             | 1/4 финала                                    | 1                                             | 0                                             | 0                                             | 1                                             | 0                                             | 7                                             | Состав                                        |                  |
| 1920             | 1/4 финала                                    | 2                                             | 1                                             | 0                                             | 1                                             | 3                                             | 5                                             | Состав                                        |                  |
| 1924             | Не участвовали                                | Не участвовали                                | Не участвовали                                | Не участвовали                                | Не участвовали                                | Не участвовали                                | Не участвовали                                | Не участвовали                                |                  |
| 1928             | Не участвовали                                | Не участвовали                                | Не участвовали                                | Не участвовали                                | Не участвовали                                | Не участвовали                                | Не участвовали                                | Не участвовали                                |                  |
| 1936             | Бронзовая медаль                              | 4                                             | 3                                             | 0                                             | 1                                             | 10                                            | 4                                             | Состав                                        |                  |
| 1948             | Не участвовали                                | Не участвовали                                | Не участвовали                                | Не участвовали                                | Не участвовали                                | Не участвовали                                | Не участвовали                                | Не участвовали                                |                  |
| 1952             | 1/8 финала                                    | 1                                             | 0                                             | 0                                             | 1                                             | 1                                             | 4                                             |                                               |                  |
| 1956             | Не участвовали                                | Не участвовали                                | Не участвовали                                | Не участвовали                                | Не участвовали                                | Не участвовали                                | Не участвовали                                | Не участвовали                                |                  |
| 1960             | Не прошли квалификацию                        | Не прошли квалификацию                        | Не прошли квалификацию                        | Не прошли квалификацию                        | Не прошли квалификацию                        | Не прошли квалификацию                        | Не прошли квалификацию                        | Не прошли квалификацию                        |                  |
| 1964             | Не участвовали                                | Не участвовали                                | Не участвовали                                | Не участвовали                                | Не участвовали                                | Не участвовали                                | Не участвовали                                | Не участвовали                                |                  |
| 1968             | Не участвовали                                | Не участвовали                                | Не участвовали                                | Не участвовали                                | Не участвовали                                | Не участвовали                                | Не участвовали                                | Не участвовали                                |                  |
| 1972             | Не участвовали                                | Не участвовали                                | Не участвовали                                | Не участвовали                                | Не участвовали                                | Не участвовали                                | Не участвовали                                | Не участвовали                                |                  |
| 1976             | Не участвовали                                | Не участвовали                                | Не участвовали                                | Не участвовали                                | Не участвовали                                | Не участвовали                                | Не участвовали                                | Не участвовали                                |                  |
| 1980             | Не прошли квалификацию                        | Не прошли квалификацию                        | Не прошли квалификацию                        | Не прошли квалификацию                        | Не прошли квалификацию                        | Не прошли квалификацию                        | Не прошли квалификацию                        | Не прошли квалификацию                        |                  |
| 1984             | Групповой этап                                | 3                                             | 1                                             | 1                                             | 1                                             | 3                                             | 2                                             | Состав                                        |                  |
| 1988             | Не прошли квалификацию                        | Не прошли квалификацию                        | Не прошли квалификацию                        | Не прошли квалификацию                        | Не прошли квалификацию                        | Не прошли квалификацию                        | Не прошли квалификацию                        | Не прошли квалификацию                        |                  |
| С 1992           | в Олимпиаде участвуют игроки не старше 23 лет | в Олимпиаде участвуют игроки не старше 23 лет | в Олимпиаде участвуют игроки не старше 23 лет | в Олимпиаде участвуют игроки не старше 23 лет | в Олимпиаде участвуют игроки не старше 23 лет | в Олимпиаде участвуют игроки не старше 23 лет | в Олимпиаде участвуют игроки не старше 23 лет | в Олимпиаде участвуют игроки не старше 23 лет |                  |
| Итого            | Бронзовая медаль                              | 11                                            | 5                                             | 1                                             | 5                                             | 17                                            | 22                                            | —                                             |                  |

## Статистика

### Самые крупные победы
- 12:0 с Финляндией (1946)
- 11:0 с США (1948)
- 10:0 с Сан-Марино (1992)

### Самые крупные поражения
- 0:12 от Дании (1917),
- 0:10 от Швеции (1945),
- 0:9 от Швеции (1913), от Польши (1963), от Голландии (1972)

## Текущий состав
Следующие игроки были вызваны в состав сборной главным тренером Столе Сольбаккеным для участия в матчах Лиги наций УЕФА 2024/2025 против сборной Словении (10 октября 2024) и сборной Австрии (13 октября 2024).
Игры и голы приведены по состоянию на 9 сентября 2024 года:
|  | Вр  | Орьян Нюланн              | 10 сентября 1990 (34 года) | 56 | 0  | Севилья                 |  |  |
|  | Вр  | Эгил Селвик               | 30 июля 1997 (27 лет)      | 2  | 0  | Хёугесунн               |  |  |
|  | Вр  | Матиас Дюнгеланн          | 7 октября 1995 (29 лет)    | 1  | 0  | Бранн                   |  |  |
|  |     |                           |                            |    |    |                         |  |  |
|  | Защ | Кристофер Айер            | 17 апреля 1998 (27 лет)    | 37 | 1  | Брентфорд               |  |  |
|  | Защ | Юлиан Рюэрсон             | 17 ноября 1997 (27 лет)    | 26 | 0  | Боруссия Дортмунд       |  |  |
|  | Защ | Лео Скири Эстигор         | 28 ноября 1999 (25 лет)    | 25 | 1  | Ренн                    |  |  |
|  | Защ | Маркус Хольмгрен Педерсен | 16 июля 2000 (25 лет)      | 23 | 0  | Торино                  |  |  |
|  | Защ | Андреас Ханче-Ольсен      | 17 января 1997 (28 лет)    | 19 | 0  | Майнц 05                |  |  |
|  | Защ | Давид Мёллер Вольфе       | 23 апреля 2002 (23 года)   | 6  | 0  | АЗ Алкмар               |  |  |
|  | Защ | Сондре Лангос             | 2 февраля 2001 (24 года)   | 1  | 0  | Викинг                  |  |  |
|  | Защ | Турбьёрн Хеггем           | 12 января 1999 (26 лет)    | 0  | 0  | Вест Бромвич Альбион    |  |  |
|  |     |                           |                            |    |    |                         |  |  |
|  | ПЗ  | Сандер Берге              | 14 февраля 1998 (27 лет)   | 48 | 1  | Фулхэм                  |  |  |
|  | ПЗ  | Кристиан Торстведт        | 13 марта 1999 (26 лет)     | 29 | 4  | Сассуоло                |  |  |
|  | ПЗ  | Патрик Берг               | 24 ноября 1997 (27 лет)    | 27 | 0  | Будё-Глимт              |  |  |
|  | ПЗ  | Мортен Торсбю             | 5 мая 1996 (29 лет)        | 20 | 0  | Дженоа                  |  |  |
|  | ПЗ  | Йенс Петтер Хауге         | 12 октября 1999 (25 лет)   | 10 | 0  | Будё-Глимт              |  |  |
|  | ПЗ  | Антонио Нуса              | 25 июля 2000 (24 года)     | 9  | 1  | РБ Лейпциг              |  |  |
|  | ПЗ  | Арон Дённум               | 20 апреля 1998 (27 лет)    | 8  | 1  | Тулуза                  |  |  |
|  | ПЗ  | Хуго Ветлесен             | 29 февраля 2000 (25 лет)   | 5  | 1  | Брюгге                  |  |  |
|  | ПЗ  | Феликс Хорн Мюре          | 4 марта 1999 (26 лет)      | 2  | 1  | Бранн                   |  |  |
|  |     |                           |                            |    |    |                         |  |  |
|  | Нап | Александер Сёрлот         | 5 декабря 1995 (29 лет)    | 55 | 18 | Атлетико Мадрид         |  |  |
|  | Нап | Эрлинг Холанн             | 21 июля 2000 (24 года)     | 35 | 32 | Манчестер Сити          |  |  |
|  | Нап | Йёрген Странн Ларсен      | 6 февраля 2000 (25 лет)    | 15 | 3  | Вулверхэмптон Уондерерс |  |  |

## Рекордсмены сборной по играм
| №  | Имя (годы жизни)                                              | Поз. | Игр | Капитан | Дебют           | Дебют             | Последний матч  | Последний матч    | При.    |
| №  | Имя (годы жизни)                                              | Поз. | Игр | Капитан | Дата            | Соперник          | Дата            | Соперник          | При.    |
| -- | ------------------------------------------------------------- | ---- | --- | ------- | --------------- | ----------------- | --------------- | ----------------- | ------- |
| 1  | Йон Арне Риисе (род. 1980) норв. John Arne Riise              | Защ  | 110 | 2       | 31 января 2000  | Исландия          | 22 марта 2013   | Албания           | [ 95 ]  |
| 2  | Торбьёрн Свенссен (1924—2011) норв. Thorbjørn Svenssen        | Защ  | 104 | 93      | 11 июня 1947    | Польша            | 16 мая 1962     | Нидерланды        | [ 96 ]  |
| 3  | Хеннинг Берг (род. 1969) норв. Henning Berg                   | Защ  | 100 | 41      | 13 мая 1992     | Фарерские острова | 27 мая 2004     | Уэльс             | [ 97 ]  |
| 4  | Эрик Торстведт (род. 1962) норв. Erik Thorstvedt              | Вр   | 97  | 14      | 13 ноября 1982  | Кувейт            | 27 марта 1996   | Северная Ирландия | [ 98 ]  |
| 5  | Джон Карью (род. 1979) норв. John Carew                       | НП   | 91  | 5       | 18 ноября 1998  | Египет            | 11 октября 2011 | Кипр              | [ 99 ]  |
| =  | Бреде Хангеланн (род. 1981) норв. Brede Hangeland             | Защ  | 91  | 49      | 20 ноября 2002  | Австрия           | 27 мая 2014     | Франция           | [ 100 ] |
| 7  | Эйвинн Леонардсен (род. 1970) норв. Øyvind Leonhardsen        | ПЗ   | 86  | 0       | 31 октября 1990 | Камерун           | 7 июня 2003     | Дания             | [ 101 ] |
| 8  | Хьетиль Рекдаль (род. 1968) норв. Kjetil Rekdal               | ПЗ   | 83  | 9       | 28 мая 1987     | Италия            | 27 мая 2000     | Словакия          | [ 102 ] |
| =  | Мортен Гамст Педерсен (род. 1981) норв. Morten Gamst Pedersen | ПЗ   | 83  | 0       | 18 февраля 2004 | Северная Ирландия | 9 сентября 2014 | Италия            | [ 103 ] |
| 10 | Стеффен Иверсен (род. 1976) норв. Steffen Iversen             | НП   | 79  | 0       | 14 октября 1998 | Албания           | 26 марта 2011   | Дания             | [ 104 ] |

## Бомбардиры
|  | Действующий футболист |

| №  | Имя (годы жизни)                                         | Поз. | Голы | Игры | В ср. | Дебют           | Дебют      | Последний матч  | Последний матч | При.    |
| №  | Имя (годы жизни)                                         | Поз. | Голы | Игры | В ср. | Дата            | Соперник   | Дата            | Соперник       | При.    |
| -- | -------------------------------------------------------- | ---- | ---- | ---- | ----- | --------------- | ---------- | --------------- | -------------- | ------- |
| 1  | Эрлинг Холанн (род. 2000) норв. Erling Haaland           | НП   | 43   | 42   | 0.98  | 5 сентября 2019 | Мальта     | 9 июня 2025     | Эстония        | [ 107 ] |
| 2  | Йёрген Юве (1906—1983) норв. Jørgen Juve                 | ПЗ   | 33   | 45   | 0.73  | 3 июня 1928     | Финляндия  | 13 июня 1937    | Дания          | [ 108 ] |
| 3  | Эйнар Гундерсен (1896—1962) норв. Einar Gundersen        | НП   | 26   | 33   | 0.78  | 17 июня 1917    | Дания      | 7 июня 1927     | Швеция         | [ 109 ] |
| 4  | Харальд Хеннум (1928—1993) норв. Harald Hennum           | НП   | 25   | 43   | 0.58  | 2 октября 1949  | Швеция     | 6 ноября 1960   | Ирландия       | [ 110 ] |
| 5  | Джон Карью (род. 1979) норв. John Carew                  | НП   | 24   | 91   | 0.26  | 18 ноября 1998  | Египет     | 11 октября 2011 | Кипр           | [ 99 ]  |
| =  | Александер Сёрлот (род. 1995) норв. Alexander Sørloth    | НП   | 24   | 63   | 0.38  | 29 мая 2016     | Португалия | 9 июня 2025     | Эстония        | [ 111 ] |
| 6  | Уле Гуннар Сульшер (род. 1973) норв. Ole Gunnar Solskjær | НП   | 23   | 67   | 0.34  | 26 ноября 1995  | Ямайка     | 7 февраля 2007  | Хорватия       | [ 112 ] |
| =  | Туре Андре Флу (род. 1973) норв. Tore André Flo          | НП   | 23   | 76   | 0.30  | 11 октября 1995 | Англия     | 18 августа 2004 | Бельгия        | [ 113 ] |
| 8  | Гуннар Торесен (1920—2017) норв. Gunnar Thoresen         | НП   | 22   | 64   | 0.34  | 16 июня 1946    | Дания      | 28 июня 1959    | Финляндия      | [ 114 ] |
| 9  | Стеффен Иверсен (род. 1976) норв. Steffen Iversen        | НП   | 21   | 79   | 0.26  | 14 октября 1998 | Албания    | 26 марта 2011   | Дания          | [ 115 ] |
| 10 | Джошуа Кинг (род. 1992) норв. Joshua King                | НП   | 20   | 62   | 0.32  | 7 сентября 2012 | Исландия   | 9 июня 2022     | Словения       | [ 116 ] |
| =  | Ян Оге Фьёртофт (род. 1967) норв. Jan Åge Fjørtoft       | НП   | 20   | 71   | 0.28  | 26 февраля 1986 | Гренада    | 1 сентября 1996 | Грузия         | [ 117 ] |

## Самые посещаемые игры
Список со всеми играми, на которых присутствовало более 60 000 зрителей.
|     | Дата            | Игра                 | Результат | Зрители | Место                        |
| --- | --------------- | -------------------- | --------- | ------- | ---------------------------- |
| 1.  | 10 ноября 1957  | Венгрия — Норвегия   | 5—0       | 91 000  | Будапешт                     |
| 2.  | 28 июня 1994    | Норвегия — Ирландия  | 0—0       | 76 322  | Джайантс Стадиум, Нью-Джерси |
| 3.  | 22 ноября 1953  | ФРГ — Норвегия       | 5—1       | 75 000  | Гамбург                      |
| 4.  | 23 июня 1994    | Норвегия — Италия    | 0—1       | 74 624  | Джайантс Стадиум, Нью-Джерси |
| 5.  | 31 октября 1981 | Венгрия — Норвегия   | 4—1       | 68 000  | Будапешт                     |
| 6.  | 25 октября 1978 | Шотландия — Норвегия | 3—2       | 65 382  | Хэмпден Парк, Глазго         |
| 7.  | 6 ноября 1955   | Голландия — Норвегия | 3—0       | 65 000  | Амстердам                    |
| 8.  | 3 июня 1981     | Румыния — Норвегия   | 1—0       | 65 000  | Бухарест                     |
| 9.  | 22 мая 1994     | Англия — Норвегия    | 0—0       | 64 327  | Уэмбли, Лондон               |
| 10. | 4 ноября 1959   | Голландия — Норвегия | 7—1       | 64 000  | Роттердам                    |
| 11. | 15 ноября 1989  | Шотландия — Норвегия | 1—1       | 63 987  | Хэмпден Парк, Глазго         |
| 12. | 5 ноября 1950   | Югославия — Норвегия | 4—0       | 60 000  | Белград                      |
| 13. | 3 ноября 1957   | Болгария — Норвегия  | 7—0       | 60 000  | София                        |
| 14. | 23 июня 1998    | Норвегия — Бразилия  | 2—1       | 60 000  | Велодром (Марсель), Марсель  |
| 15. | 27 июня 1998    | Норвегия — Италия    | 0—1       | 60 000  | Велодром (Марсель), Марсель  |

## Форма
Цвета футбольной формы норвежской сборной соответствуют цветам её национального флага — красному, белому и тёмно-синему. Основной комплект — красные футболки, белые трусы и тёмно-синие гетры. Резервный — белые футболки, тёмно-синие трусы и белые гетры.

### Спонсоры
| Компания       | Годы       |
| -------------- | ---------- |
| Le Coq Sportif | 1976—1980  |
| Hummel         | 1981—1991  |
| Adidas         | 1992—1997  |
| Umbro          | 1998—2014  |
| Nike           | 2015—н. в. |

### Домашняя
| 1938 | 1991 | 1992—1994 | 1994—1995 | 1996—1997 | 1997—1998 | 1998—2000 | 2000—2001 | 2002      | 2003       | 2004 |
| 2007 | 2008 | 2009—2010 | 2012—2014 | 2015—2016 | 2016—2017 | 2018—2019 | 2020—2022 | 2022—2024 | 2024—н. в. |      |

### Гостевая
| 1938      | 1992—1994 | 1994—1996 | 1996—1997 | 1997—1998 | 1998—2000 | 2000—2001 | 2002       | 2003—2005 | 2006 | 2007 |
| 2009—2010 | 2014—2015 | 2015—2016 | 2016—2017 | 2018—2019 | 2020—2022 | 2022—2024 | 2024—н. в. |           |      |      |